# Thu Dau Mot
Thu Dau Mot (på vietnamesiska Thủ Dầu Một) är en stad i Vietnam och är huvudstad i provinsen Binh Duong. Folkmängden uppgick till 222 845 invånare vid folkräkningen 2009, varav 187 379 invånare bodde i själva centralorten. Staden ligger vid Saigonfloden.